# Vlaamse verkiezingen 2009/Kandidatenlijsten/Groen
Dit zijn de kandidatenlijsten van Groen! voor de Vlaamse verkiezingen van 2009. De verkozenen staan vetgedrukt.

## Antwerpen

### Effectieven
1. Mieke Vogels
2. Dirk Peeters
3. Joost Fillet
4. Fatima Bali
5. Koen Kerremans
6. Elka Joris
7. Jeroen Van Laer
8. Barbara Caerels
9. Joan Pepermans
10. Karin Van Hoffelen
11. Joos De Meyer
12. Jeroen Dillen
13. Greet Claessens
14. Evarist Heylen
15. Wendy Geens
16. Bob Peeters
17. Klaas Delrue
18. Ingrid Pira
19. Chris Vermeulen
20. Joke Kempenaers
21. Jeff Dierckx
22. Anne Poppe
23. Rony Van Oosterwyck
24. Kaat Van Look
25. Jef Schoofs
26. Helena Schoeters
27. Marjet Brangers
28. Vera Hendrickx
29. Morad Ramachi
30. Ilse Van Dongen
31. Frans Neyens
32. Rudi Daems
33. Freya Piryns

### Opvolgers
1. Kristof Calvo
2. Nicole Van Praet
3. Diederik Vandendriessche
4. Lieve Stallaert
5. Jan Hertoghs
6. Chris Van Der Voort
7. Johan Muyldermans
8. Ilse De Schutter
9. Dimitri Van Pelt
10. Dirk Van Nimwegen
11. Chris Debruyne
12. Greet Van Sas
13. Anke Hurts
14. Gerry Guldentops
15. Gerda Roeykens
16. Meyrem Almaci

## Brussels Hoofdstedelijk Gewest

### Effectieven
1. Luckas Vander Taelen
2. Eva Lauwers
3. Frédéric Roekens
4. Elke Van Den Brandt
5. Timothy Anthonis
6. Tinne Van Der Straeten

### Opvolgers
1. Wim Borremans
2. Caroline Vos
3. Sofie Walschap
4. Kris De Nys
5. Rita Van Moll
6. Luc Denys

## Limburg

### Effectieven
1. Johan Danen
2. Mieke Biets
3. Inan Asliyüce
4. Katrijn Conjaerts
5. Dirk Opsteyn
6. Kristien Kempeneers
7. Dieter Roosen
8. Marij Gabriëls
9. Annie Partyka
10. Chris Habraken
11. Mie Lodewyckx
12. Bert Teunkens
13. Tilly Davidts
14. Karen Poel
15. Hugo Bollen
16. Ivo Thys

### Opvolgers
1. Toon Hermans
2. Kathleen Mertens
3. Ali Selvi
4. Fermudiye Sagir
5. Ann De Middelaer
6. Ilse Fraussen
7. Lieve Decuypere
8. Pierre Zanders
9. Marcel Schillebeeks
10. Aris Paraskevopoulos
11. Elisa Leyssens
12. Simon Heljens
13. Klara Bulckens
14. Jos Wouters
15. Lieve Gelders
16. Hugo Leroux

## Oost-Vlaanderen

### Effectieven
1. Filip Watteeuw
2. Elisabeth Meuleman
3. Elke Decruynaere
4. Piet Van Heddeghem
5. Frank Monsecour
6. Nancy Mbuyi-Elonga
7. Wout De Meester
8. Servaas Van Eynde
9. Annemie De Bie
10. Cengiz Cetinkaya
11. Jo Noppe
12. Michèle Van Lerberghe
13. Paul Pataer
14. Tine Heyse
15. Veerle Evenepoel
16. Marijke Pinoy
17. Armand Vanderschelden
18. André Posman
19. Maja Wolny-Peirs
20. Johan De Weerdt
21. Heidi Schuddinck
22. Wouter Stockman
23. Jozefien Loman
24. Filip De Bodt
25. Mieke Schauvliege
26. Jos Stassen
27. Vera Dua

### Opvolgers
1. Björn Rzoska
2. Kathleen Pisman
3. Bram Vandekerckhove
4. Dirk Vos
5. Bob D'Haeseleer
6. Erwin Goethals
7. Tom Ruts
8. Karine Kindermans
9. Barbara Redant
10. Hilde Van Cauteren
11. Jan Van Remoortel
12. Helga Nechelput
13. Lutgard Vermeyen
14. Graziella De Ros
15. Jamila Lafkioui
16. Stefaan Van Hecke

## Vlaams-Brabant

### Effectieven
1. Hermes Sanctorum
2. Tie Roefs
3. Yves Vanden Bosch
4. Marie-Jeanne Thaelemans
5. Karel De Ridder
6. Bernadette Stassens
7. Luc Robijns
8. Jenny Sleeuwaegen
9. Jef Hollebecq
10. Piet De Bisschop
11. Alena Van Den Bussche
12. Fatiha Dahmani
13. Stef Boogaerts
14. Monique Brys
15. Paul De Troyer
16. Sylvie Gahy
17. Frank Lammens
18. Annelies Vander Bracht
19. Mieke Matthijs
20. Eloi Glorieux

### Opvolgers
1. Erik Torbeyns
2. Heidi Vanheusden
3. Maarten Motté
4. Leentje Van Aken
5. Philippe Bossin
6. Betty Kiesekoms
7. Malek Zahi
8. Lisa Smolders
9. Patrick Gillis
10. Magda Van Stevens
11. Erwin Malfroy
12. Veerle Van Mele
13. Thomas Donceel
14. Kristien Grauwels
15. Bert Vanoost
16. Magda Aelvoet

## West-Vlaanderen

### Effectieven
1. Bart Caron
2. Gerda Schotte
3. Filiep Bouckenooghe
4. Sonia Hoedt
5. Bruno Lapauw
6. Nancy Acx
7. Philippe Mingels
8. Kathleen Bevernage
9. Remi Cansse
10. Kurt Lecompte
11. Collins Nweke
12. Rika Savat
13. Peter Vanhoutte
14. Marijke De Vos
15. Stefaan De Clercq
16. Cathy Matthieu
17. Hilde Naessens
18. Erica Blomme
19. Henk Vandenbroucke
20. Els Geeraert
21. Veerle Dejaeghere
22. Wouter De Vriendt

### Opvolgers
1. Sammy Roelant
2. Annick Willemans
3. Mike Van Acoleyen
4. Sabine Vanquaethem
5. Bruno Mostrey
6. Ilse Bleuzé
7. David Wemel
8. Leen Sercu
9. Luc Lierman
10. Delphine Grandchamps
11. Jos Bruynooghe
12. Stéphanie De Maesschalck
13. David Van Moerkercke
14. Fiona Dewaele
15. Bruno Deboosere
16. Anne-Mie Descheemaeker